# Ruiny kościoła Matki Boskiej Loretańskiej w Chodlu
Ruiny kościoła Matki Boskiej Loretańskiej – ruiny kościoła pojezuickiego znajdujące się w Chodlu, w województwie lubelskim.

## Historia
Świątynia została wzniesiona w 1750 roku. W 1773 roku jezuici opuścili ją, w związku z tym popadła w ruinę. W 1785 roku obraz Matki Boskiej Loretańskiej został przeniesiony przez prepozyta chodelskiego, księdza Jakuba Gajewskiego, do kościoła parafialnego w Chodlu i od tego czasu w świątyni nie były odprawiane jakiekolwiek nabożeństwa. W 1910 roku podjęto próbę rozebrania ruin kościoła, nieudaną ze względu na grube mury budynku.

## Architektura
Była to budowla wzniesiona w stylu późnobarokowym, orientowana, murowana z cegły (niektóre elementy były wykonane z opoki licowane cegłą) i otynkowana. Wybudowana na planie prostokąta, składała się z trzech naw, reprezentowała typ kościoła bazylikowego, wzorowana była na archikatedrze w Lublinie. Prezbiterium było zamknięte półkolistą absydą, po bokach znajdowały się dwie prostokątne zakrystie. Dach dwuspadowy nad nawą główną był pokryty gontem, a nawy boczne nakrywał dach pulpitowy, na środku była umieszczona zwieńczona kopułą sygnaturka. Elewacja frontowa (od strony zachodniej) była dwukondygnacyjna i posiadała trzy osie. Po bokach były wtopione częściowo w fasadę dwie okrągłe wieżyczki.